# Александр I (царь Кахетии)
Александр I Георгиевич (груз. ალექსანდრე I, Alek’sandre I; 1445/1456 — 27 апреля 1511) — царь Кахети в (1476—1511). Сын царя Георгия VIII (и его второй жены Нестан-Дареджан). Из кахетинской ветви династии Багратионов.

## Биография

### Происхождение
Из рода Багратионов, второй сын последнего царя Грузии и первого царя Кахетии, Георгия VIII. Второй царь Кахетинского царства. Отец Александра, царь Георгий, в 1465 году был коронован царем Кахетии в монастыре Бодбе, как Георгий I Кахетинский, в результате распада Единого Царства Грузинского, разбившегося на регионы, управляемыми тремя ветвями династии Багратионов (Имеретинской, Картлийской и Кахетинской линиями).

### Царь Кахетии
Александр был назначен своим отцом Георгием I Кахетинским (Георгием VIII, бывшим последним царем объединённой Грузии) в качестве соправителя в 1460 году и унаследовал трон после смерти Георгия в 1476 году.
В 1477 году Кахетия подверглась нападению кочевников Ак-Коюнлу, которые ранее разорили соседнее Картлийское царство. Александру удалось заключить с агрессивными налетчиками мирный договор, послав драгоценные дары вождю Ак-Коюнлу Узун Хасану, и сумел отвлечь его внимание от Кахетии. Александр также предпочитал сохранять мир с соперничающей ветвью Багратиони в Картли, которая признала его независимым монархом в 1490 году, утвердив распад Единого Грузинского Царства.
Он был первым грузинским правителем, который попытался заключить союз с едиными ему по вере православной Князьями Московскими, чтобы уравновесить растущие амбиции династии Сефевидов в Иране. После того как два кахетинских посольства, в 1483 и 1491 годах, к великому князю Ивану III, правление которого положило начало единству России, не принесли никаких результатов, Александр в 1500 году отправил своего младшего сына Деметре принести оммаж Исмаилу I (годы правления 1501—1524), шаху Ирана, который находился в походе в Ширван в непосредственной восточной окрестности Кахетии. Шах с большими почестями принял царевича Деметре, и в дальнейшем в результате государственного переворота в Кахетии пытался помочь ему воцариться в Кахетии, но безуспешно.
Шах Исмаил выехал из Эрзинджана и напал на юго-запад. В 1498 году умер самцхийский атабаг Кваркварэ II; через два года умер и его сын Каихосро, известный набожностью, и на престол вступил его столь же набожный брат Мзечабук. Приход к власти невоинственных атабагов привлек шаха Исмаила, который разграбил Самцхе, хотя настоящей целью его кампании оставался Ширван, в то время оттоманский вассал. В 1500 году Исмаил уговорил атабага, картлийского царя Константинэ II и кахетинского царя Александрэ совместно с ним напасть на оттоманскую территорию около Тебриза. Чтобы удостовериться в искренности новых союзников, Исмаил попросил кахетинского царя Александрэ послать своего сына Деметрэ в Ширван, только что завоеванный, и договориться о мире. Царевичу удалось заключить мир с ширваншахом, и Исмаил пообещал Константинэ отменить дань, которую картлийцы все еще платили тебризским ак-коюнлу, как только союзники возьмут Тебриз. У шаха Исмаила было 7-тысячное войско, в которое каждый грузинский правитель послал подкрепление в 3000 человек, так что к 1503 году коалиция смогла отвоевать Нахичевань у оттоманов. Исмаил не сдержал обещания и объявил Картли и Кахетию своими вассалами.Рейфилд, Дональд, Грузия. Перекресток империй. История длиной в три тысячи лет, глава 12 (Братоубийство)
Дипломатическая миссия помогла установить стабильные отношения с Ираном, которые оставались более или менее мирными до начала XVII века. Это позволило Александру укрепить царскую власть и обеспечить внутреннюю стабильность в своем царстве.

В конце XV века и начале XVI века Кахетинское царство было более развитым, чем другие грузинские царства, как в экономическом, так и в политическом отношении. Укреплению Кахетии способствовало и её административное устройство — во главе знамён Кахетии не было князей и феодалов. Вместо них были епископы, лояльные царю. Это событие значительно укрепило правовые позиции кахетинского царя.
Сей же Александр еще более умиротворил Кахети и укрепился в нем и застроил и обогатил. Но сын его Гиорги был злой, завистливый и кровожадный, однако, боявшись отца, придерживал себя, только подстрекал отца к нападению на Картли и окрестные земли. А Александр не слушал его и призывал к спокойствию и миру, ибо был уверен, что зачинщика смуты покарает Бог. Но Гиорги не слушал его и не терпелось ему замять отцовский престол.Вахушти Багратиони, жизнь Кахети и Эрети (ч.1)
Однако несмотря на политические успехи в Кахетинском царстве, сын царя Александра, царевич Георгий, был недоволен сложившейся обстановкой в государстве и поддерживал аннексию Картлийского царства, поскольку по своему происхождению от последнего царя Грузии он имел право воссесть на общегрузинский престол. Движимый амбициями, он рассорился с отцом и братом, начав военные походы на Картли; более того, Георгий считал, что отец желает отстранить его престолонаследия и передать трон своему любимому младшему сыну, Деметре, и с ревностью Георгий воспринимал знаки внимания отца к своему младшему брату. И в 1511 году он неожиданно убил своего отца, царя Александра, а брату Деметре велел выколоть глаза.
И найдя удобный случай в Сапурцле, убил он отца своего, царя Александра, не ожидавшего этого от сына. Схватил он также брата своего, чтобы помешать ему бежать в Персию, ибо давно завидовал ему за прежнюю поездку к шаху, и ослепил его лета Христова 1511, грузинского 199, и с тех пор нарекли его Ав-Гиорги.Вахушти Багратиони, жизнь Кахети и Эрети (ч.1)
Потомки Деметре осели в Картлийском царстве, получив удел от Давида X Багратиони; по прозванию внука царевича Деметре, князя Давида, они стали известны как князья Багратион-Давитишвили; эта ветвь разрослась до самостоятельного княжества Садавитишвило; несмотря на то, что Деметре от Георгия II были пожалованы многочисленные земельные угодья, но они все равно оставили Кахетию, опасаясь новых репрессий со стороны узурпатора. По словам Парсадана Горгиджанидзе, Деметре покинул Кахетию с семьей, прибыл к шаху и просил о помощи. Шах пообещал престол Кахетии и большую сумму денег, но Деметре не смог вернуться в Кахетию и на полученные деньги купил деревни в Картлийском царстве (Дирби, Броти и Бебниси).
Кахетинский царевич [Деметре] сбросил соперника с коня, отрубил голову и поднес шаху. Шах пожаловал ему в награду Кахети и велел наполнить его щит деньгами. Тот увез деньги в Картли и купил там деревни. Ему было сказано: «Пока не вернешь Кахети, живи в Картли». Сначала он купил Дирби, Брети и Бебниси. Одного сына женил на дочери [князя] Цицишвили, а другого сына — на дочери [князя] Палавандишвили. Эти князья помогли ему и в Дирби построили сильную крепость.Парсадан Горгиджанидзе, повествование о потомках ослепленного

## Версии смерти царя
По словам царевича и историка Вахушти Багратиони, Георгий «в непослушании устремился к царству отцовскому, чтобы удовлетворить желание свое» и «посреди поля в сражении убил отца Александра, царя кахов» и «пленил брата своего, Деметре, чтобы в Персию он не бежал», и «лишил глаз его».
Британский историк Дональд Рейфилд указывал, 
Кахетинский Александрэ поддерживал с картлийским царем и с шахом Исмаилом намного более дружеские отношения, чем его имеретинский тезка. Его сын и наследник Гиорги, однако, как и многие кахетинские феодалы, искали момента, когда можно будет свергнуть Давита X и объединить Восточную Грузию под кахетинской властью. Пренебрегши яростью отца, Гиорги повел армию в Картли. Затем Гиорги убил своего разгневанного отца, выколол брату Деметрэ глаза (Деметрэ погиб, а вдова и дети Деметрэ убежали в Картли) и провозгласил себя Гиорги II, «царем Имеретии, Абхазии, Армении, Картли и Кахетии».Рейфилд, Доналд, Перекресток империй. История длиной в три тысячи лет, глава 12 (Братоубийство)
В свою очередь, грузинский историк Иосиф Леванович Бичикашвили, ссылаясь на родословную князей Багратиони-Давитишвили, указывал,
На Грузинском царстве был царем после прапрародителей своих царей и прадеда, и деда, и отца своего царя Георгия царь Александр, а у него были два сына: царевич Георгий Александрович, царевич Димитрий Александрович. И царевич Георгий Александрович по жестокосердию своему отца своего, царя Александра Георгиевича убил досмерти, а у меньшего брата царевича Димитрия Александровича, выжег очи и дал ему удельные городы, а сам стал царствовать на грузинском царстве и царевич Димитрий Александрович еще опасаясь его на себя всякого зла, оставя удел свой, отъехал к сроднику своему, к карталинскому царю. И карталинский царь дал ему удел же.Роспись князей Давыдовых, 1979:197
Цареубийство было совершено в Сапурцле, в Картлийском царстве (современный Натахтари).

## Семья
По данным грузинских генеалогов, Александр был женат дважды. Его первой женой была княгиня Анна Чолокашвили, дочь князя Гарсевана Чолокашвили; вторая жена известна только по имени Тинатин. По словам историка Кирилла Туманова, оба имени носила одна и та же женщина, дочь князя Бины Чолокашвили, что отражает полионимию, нередко встречающуюся среди грузинских царских женщин. Александр был отцом двух сыновей:
- Георгий II Безумный (1469—1513); предок Багратион-Грузинской ветви.
- царевич Кахетинский, Деметре (1472 — после 1513), был ослеплен своим братом Георгием II. Его сын Давид является родоначальником ветви Багратион-Давитишвили.